# Initiative populaire « Propriété du logement pour tous »
L'initiative populaire « Propriété du logement pour tous » est une initiative populaire suisse, rejetée par le peuple et les cantons le 7 février 1999.

## Contenu
L'initiative propose d'ajouter un article 34octies à la Constitution fédérale pour favoriser l'accession à la propriété immobilière par la défiscalisation de l'épargne constituée dans ce but et la diminution des taxes liées à la valeur locative d'un logement à usage personnel.
Le texte complet de l'initiative peut être consulté sur le site de la Chancellerie fédérale.

## Déroulement

### Contexte historique
La Société suisse des propriétaires fonciers dépose cette initiative afin de pallier le manque de volonté du Parlement à légiférer, en contradiction avec l'article 34sexies de la Constitution qui oblige la Confédération à prendre des mesures visant à encourager la construction de logements et l'accès à la propriété. Les initiants combattent en particulier la taxation de la valeur locative qui connait en Suisse le plus fort taux d'imposition du monde.
Au début des années 1990, le Parlement confirme sa volonté de poursuivre dans la voie de l'imposition de la valeur locative qui « répond aux exigences essentielles d'une imposition du revenu rationnelle, équilibrée, équitable et neutre ». Cette volonté se retrouve en particulier dans la législation
d'harmonisation du 14 décembre 1990 à la suite de laquelle l'initiative est lancée.

### Récolte des signatures et dépôt de l'initiative
La récolte des 100 000 signatures nécessaires débute le 30 juin 1992. Le 22 octobre de l'année suivante, l'initiative est déposée à la Chancellerie fédérale, qui constate son aboutissement le 6 octobre 1994.

### Discussions et recommandations des autorités
Le parlement et le Conseil fédéral recommandent tous deux le rejet de cette initiative. Dans son message aux Chambres fédérales, le Conseil fédéral juge que le droit fiscal alors en vigueur encourage déjà suffisamment l'acquisition d'un logement à usage personnel et indique que, selon lui, d'éventuels correctifs auraient plus leur place dans le droit
fiscal cantonal que dans la constitution.
Dans son message, le gouvernement attribue le taux relativement bas par rapport aux pays voisins de 30 % de propriétaires non pas à l'imposition de la valeur locative du bien, mais, parmi d'autres explications, à la qualité offerte par les logements locatifs, l'efficacité des associations de protection des locataires qui assurent des loyers bas et la réglementation stricte de la construction.

### Votation
Soumise à la votation le 7 février 1999, l'initiative est refusée par 17 6/2 cantons (soit tous à l'exception de ceux d'Argovie, de Glaris et de Schwytz) et par 58,7 % des suffrages exprimés. Le tableau ci-dessous détaille les résultats par cantons pour ce vote :